# Saint-Pierre-de-Mailloc
Saint-Pierre-de-Mailloc är en kommun i departementet Calvados i regionen Normandie i norra Frankrike. Kommunen ligger i kantonen Orbec som ligger i arrondissementet Lisieux. År 2018 hade Saint-Pierre-de-Mailloc 495 invånare.

## Befolkningsutveckling
Antalet invånare i kommunen Saint-Pierre-de-Mailloc
Referens:INSEE